# Białorusini w Czechach

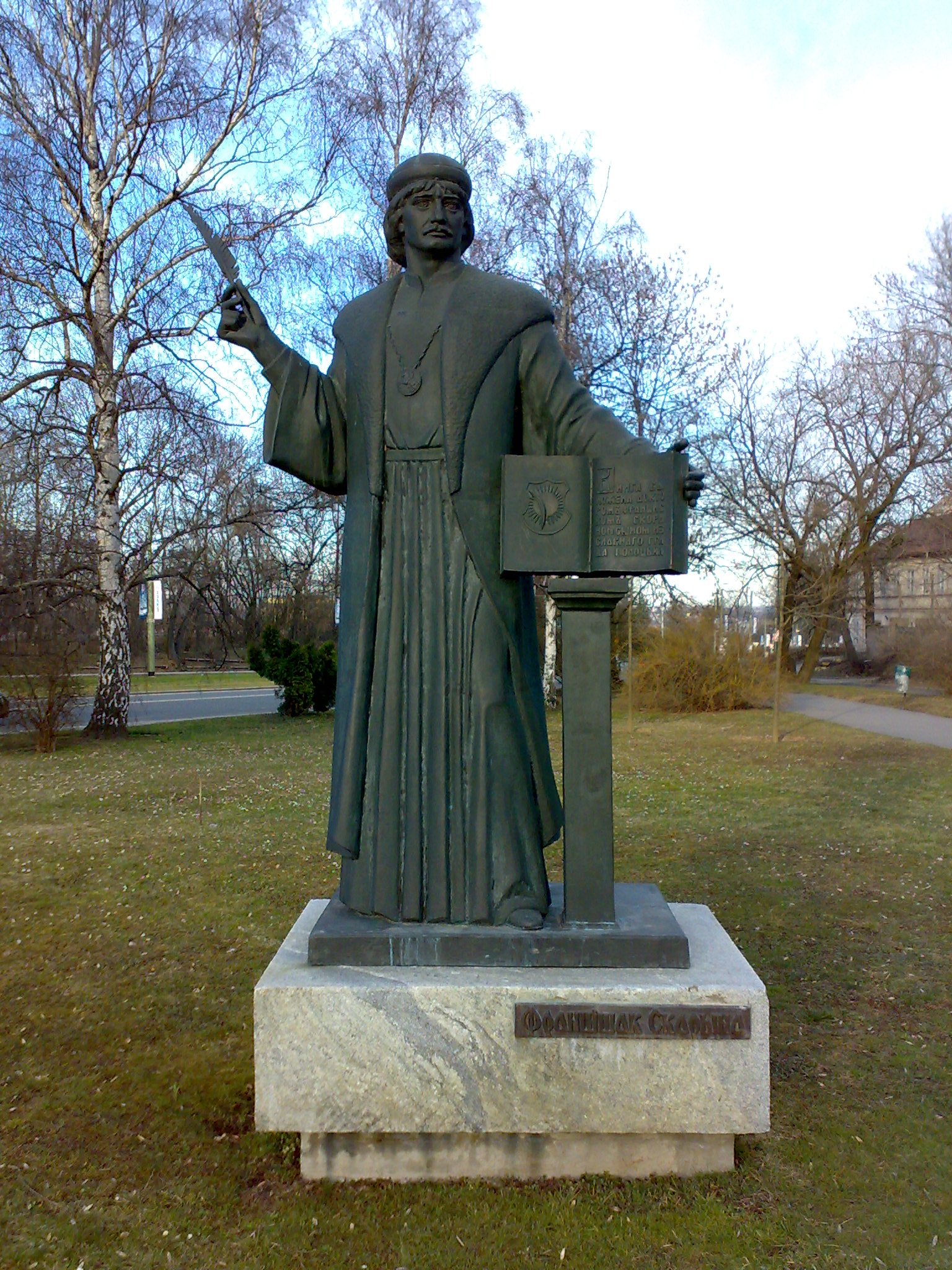
Pomnik Fr. Skaryny w Pradze, 1996 (fot. 2010)

Białorusini w Czechach – skupisko białoruskiej mniejszości narodowej w Rep. Czeskiej. Tworzą ją obywatele Czech utożsamiający się z narodowością białoruską oraz obywatele Białorusi pozostający na terytorium kraju prawem pobytu krótko- lub długoterminowego. Wg danych MSW na terytorium Czech mieszka ponad 4 tys. obywateli Białorusi.

## Historia
W XX w. gł. ośrodkiem mniejszości białoruskiej w Czechach została Praga. W 1918–1925 funkcje konsula BRL sprawował tu M. Wiarszynin. Dzięki materialnemu wsparciu rządu czechosłowackiego i społecznego komitetu czesko-ukraińskiego pomocy oświatowej, w Czechach ukończyło szkoły wyższe ok. 300 studentów – „Rusinów” z zachodniej Białorusi, znajdującej się w granicach Polski (woj. wileńskiego, nowogródzkiego, białostockiego i poleskiego). W 1920–1930 osiedlali się w tym celu gł. w Pradze, Podiebradach, Przybramiu i Brnie. W tym okresie studiowali tu m.in. W. Waltar, J. Mamońka, S. Busel, J. Heniusz, L. Krasowskaja i M. Czarnecki. Przy UAR w Podiebradach w 1925–1927 funkcjonowało białoruskie ziomkostwo studenckie.
1 listopada 1923 przeniosła się do Pragi administracja rządowa BRL z prezydium LSB na czele. Sekretariat funkcjonował tu jako rząd emigracyjny do 1925, przedłużając swoją działalność w strukturach tajnych do marca 1943.
W okresie międzywojennym, funkcjonował w Czechach cały szereg białoruskich instytucji kulturalnych i społecznych, m.in.: ZBOS, BTK im. Fr. Skaryny, BGN. W 1928 założono w Pradze ZAB, a w 1941 uruchomiono korespondencyjny kurs białorutenistyki.
Po II wojnie światowej mieszkało w Pradze ok. 300 białoruskich rodzin. Do kolonii tej należeli m.in. L. Heniusz i M. Zabejda-Sumicki.
Do rozwoju życia kulturalnego Białorusinów w Czechach doszło w 90. XX w. Przyczynił się do tego rządowy program Białorusini w Pradze. W jego ramach zorganizowano pod tą samą nazwą wystawę i seminarium naukowe poświęcone działalności Fr. Skaryny. W wyniku tego wydarzenia powołano ZBRCz im. Franciszka Skaryny. 31 października 1996 został odsłonięty na zamku na Hradczanach pomnik tego białoruskiego uczonego. W marcu 1998 odbył się zjazd Białorusinów z Czech, Austrii, Belgii, Francji, Niemiec i Polski z okazji 80. rocznicy ogłoszenia BRL.
25 marca 1998 przy organizacji Člověk v tísni z inicjatywy U. Jandziuka otworzono Centrum Białoruskie. W marcu 1999 uruchomiono tam biuro informacyjne organizacji obywatelskiej Karta'97. 2–5 czerwca 1998 odbył się w Pradze 7. Zjazd Wszechsłowiański, w którym uczestniczyła delegacja Rep. Białorusi na czele z przedstawicielem Zgromadzenia Narodowego S. Kascianem.
Wg danych MSzMiS z 2000 na praskich uczelniach było 12 studentów z Białorusi.
Obecnie język białoruski jako specjalność nie istnieje na czeskich uczelniach. W Republice Czechosłowackiej szkolenie Białorusinów odbywało się na Uniwersytecie Karola pod kierunkiem profesora Václava Židlickiego (1931-2002), znanego krytyka literackiego i tłumacza literatury białoruskiej.